# Devolutionskrigen
Devolutionskrigen (1667-68) var en kortvarig strid mellem Frankrig og de Spanske Nederlande. Stridens kerne var Ludvig 14.s ønske om at skyde de franske grænser frem overfor de habsburgske lande (Franche-Comté, Nederlandene og flere småfyrstendømmer i Lorraine og Alsace).
Som begrundelse brugte man en arveregel i visse af de nederlandske provinser, der sagde, at datteren af første ægteskab havde forret frem for sønnen af andet ægteskab. Da den franske konge var gift med den habsburgske prinsesse Marie-Thérèse (1638–1683), datter efter Filip 4. af Spanien, kunne hendes arvekrav ved faderens død i 1665 bruges som begrundelse for et erobringstogt ind i Nederlandene og Franche Comté.
Efter freden i Aachen i 1668 trak Frankrig sig ud af Franche Comté, men beholdt vigtige fæstningsbyer i Nederlandene, deriblandt Charleroi, Tournai, Douai og Lille.